# 馬里昂津申 (阿拉巴馬州)
馬里昂津申（英語：Marion Junction）是一個位於美國阿拉巴馬州達拉斯縣的非建制地區。該地的面積和人口皆未知。

## 地理
馬里昂津申的座標為32°26′14″N 87°14′20″W / 32.43722°N 87.23888°W，而該地最高點為海拔高度63米（即207英尺）。